# Surina
Surina (o anche Surrina o Surrinum o Sorrina o Sorrinum o Surna) è il nome non documentato di una città etrusca nei pressi di Viterbo, ricostruito sulla base dei sostantivi derivati Surrinenses e Sorrinenses presenti in cinque epigrafi latine (C.I.L. XI, 3009, 3010, 3012, 3014, 3017). Gli studiosi hanno ipotizzato che il suo nome derivi dalla divinità etrusca Suri.
Due delle cinque iscrizioni latine (3009 e 3014) riportano l'espressione Sorrinenses Novenses, dal che si presume che le città fossero due: una nova e una vetus.
La sua assenza da ogni carta geografica e da ogni lista antica di città romane fa supporre che questa come tante altre città etrusche sia decaduta e ridotta ad un ruolo insignificante dopo la conquista romana.
Lo studioso E. Honigmann riporta nella più autorevole enciclopedia di antichità classica alcune ipotesi di localizzazione della città e conclude che l'ipotesi più plausibile è che la città vecchia si trovasse dove oggi sorge Viterbo  (Vetus Urbs), anche perché l'iscrizione 3010 sarebbe stata rinvenuta alla sorgente termale Il Bullicame presso Viterbo, appunto.
Uno scrittore moderno, Sebastiano Vassalli, ha inserito nel romanzo Un infinito numero, del 1999, un'immaginaria descrizione della città etrusca Surina come doveva apparire al tempo di Augusto, senza specificare che si tratta di Viterbo.